# Étienne Maynaud de Bizefranc de Lavaux
Pour les articles homonymes, voir Famille Mayneaud.
Étienne Maynaud de Bizefranc de Lavaux (Maynaud ou Mayneaud, Laveaux ou Lavaux), dit, Étienne de Lavaux, né le 8 août 1751 à Digoin (Saône-et-Loire), mort le 12 mai 1828 à Cormatin (Saône-et-Loire), est un général de division et un homme politique de la Révolution française.

## Biographie

### Le général de Saint-Domingue

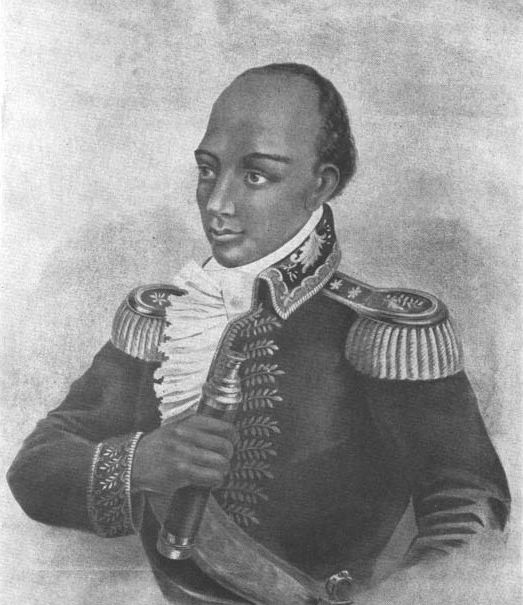
Portrait de Toussaint Louverture, avec qui le général Lavaux entretient une relation épistolaire.

Étienne de Lavaux est l'un des fils de Hugues Maynaud de Bizefranc, écuyer, et de dame Marie Jeanne Baudoin; il est le frère aîné de Jean-Baptiste François Mayneaud de Pancemont (1755-1836) et d'Antoine Xavier Mayneaud de Pancemont (1756-1807). Il est sous-lieutenant de dragons en 1769, puis devient capitaine en 1771, chef d'escadron en 1790, (la même année où il devient conseiller général de Saône-et-Loire) et lieutenant-colonel en 1791. Arrivé à Saint-Domingue le 19 septembre 1792, avec la deuxième commission civile de Sonthonax et Étienne Polverel, il est responsable de la partie nord-ouest de la colonie, à Port-de-Paix. 
Il est promu général de brigade le 6 juin 1793. À la demande de Sonthonax qui avait unilatéralement aboli l'esclavage à Saint-Domingue, il entre en relation avec Toussaint Louverture, alors chef d'esclaves révoltés ralliés à l'Espagne, pour le convaincre de rejoindre la République. Ayant réussi, il se lie d'amitié avec lui.
Il est nommé gouverneur de Saint-Domingue par intérim le 14 octobre 1793 et atteint le grade de général de division le 25 mai 1795. Étienne de Lavaux est ensuite nommé au Cap, principale ville de la colonie. Mais il se détache des mulâtres et se comporte avec autoritarisme. Le 20 mars 1796, les mulâtres du Cap l'emprisonnent avec ses aides de camp : Toussaint Louverture marche sur le Cap pour le délivrer. En remerciement, Maynaud nomme Toussaint Louverture lieutenant général au gouvernement de Saint-Domingue.
Il entre au Conseil des Anciens le 22 vendémiaire an IV, comme député de Saint-Domingue. Il est réélu le 24 germinal an VII comme député de Saône-et-Loire. 

### Retour en France
Toussaint Louverture étant inquiet que la Révolution évolue vers davantage de conservatisme sous le Directoire, il favorise son élection comme député au Conseil des Anciens en septembre 1796 pour le département de Saône-et-Loire. Actif, il y fait adopter avec Roger Ducos les lois du 4 brumaire et du 12 nivôse an VI qui transforment les anciennes colonies en départements français et qui renforcent les acquis abolitionnistes (article XVIII : « Tout individu noir, né en Afrique ou dans les colonies étrangères, transféré dans les îles françaises, sera libre dès qu'il aura mis le pied sur le territoire de la République »,.
Lavaux siège à ce Conseil jusqu'au coup d'État du 18 Brumaire (en 1799), soutenant la politique de Toussaint Louverture. 
Envoyé comme commissaire du directoire à la Guadeloupe en 1799 avec Georges Nicolas Jeannet-Oudin et René Gaston Baco de La Chapelle, il est rapidement mis aux arrêts pour ses positions trop favorables aux Noirs et de peur d'une révolution comme à Saint-Domingue. Le 27 février à Basse-Terre, Baco de La Chapelle et Jeannet-Oudin convainquent le général Pâris, qui l'arrêtera. Le général Lavaux sera remplacé par Maurice Henry Bresseau, commissaire du gouvernement. Il est mis à la retraite d'office sur ordre du Premier consul Bonaparte à compter du 1er janvier 1801 et revient en métropole le 3 mars. À la Restauration, il est de nouveau élu député de Saône-et-Loire de 1820 à 1824, défendant des idées progressistes, siégeant dans l'opposition constitutionnelle, au centre gauche. Il meurt le 12 mai 1828 à Cormatin (Saône-et-Loire), dans le château qu'il a acquis au cours de sa retraite forcée. Il est inhumé au cimetière d'Ameugny.

## Sources
- Ressource relative à la vie publique :   - Base Sycomore
- Notice dans un dictionnaire ou une encyclopédie généraliste :   - Britannica
- Notices d'autorité :   - VIAF
  - ISNI
  - BnF (données)
  - IdRef
  - LCCN
  - GND
  - Israël
- « Étienne Maynaud de Bizefranc de Lavaux », dans Adolphe Robert et Gaston Cougny, Dictionnaire des parlementaires français, Edgar Bourloton, 1889-1891 [détail de l’édition]
- (en) « Generals Who Served in the French Army during the Period 1789 - 1814: Eberle to Exelmans »
- Thierry Pouliquen, « Les généraux français et étrangers ayant servis [sic] dans la Grande Armée » (consulté le 27 mars 2014)
- Docteur Robinet, Jean-François Eugène et J. Le Chapelain, Dictionnaire historique et biographique de la révolution et de l'empire, 1789-1815, volume 2, Librairie Historique de la révolution et de l’empire, 886 p. (lire en ligne), p. 546
- (pl) « Napoléon.org.pl »
- La Révolution à Mâcon et dans la région: études : actes du colloque d'histoire, 5-6-7 mai 1989, Académie de Macon, 1990, p. 202
- Annales de Bourgogne, Volume 69, Centre d'études bourguignonnes, 1997, p. 99
- Georges Six, Dictionnaire biographique des généraux & amiraux français de la Révolution et de l'Empire (1792-1814) Paris : Librairie G. Saffroy, 1934, 2 vol.
- Tugdual de Langlais, Marie-Étienne Peltier Capitaine corsaire de la République : 1762-1810, Coiffard Éditions, 2017, 240 p.